# Bernd U. Schipper
Bernd Ulrich Schipper (* 10. Juni 1968 in Darmstadt) ist ein deutscher Theologe und Ägyptologe. Schipper ist Professor für Altes Testament an der Humboldt-Universität zu Berlin. Er ist verwandt mit dem Anglisten Jakob Schipper (1842–1915) und dem Schauspieler und Regisseur Sebastian Schipper (* 1968).

## Leben
Nach dem Schulbesuch in Darmstadt verließ Schipper seine Heimatstadt mit dem Abitur 1987 und begann ein Studium der Evangelischen Theologie und der Judaistik an der Universität Mainz (u. a. bei Otto Böcher), später an der Universität Bonn (u. a. bei Werner H. Schmidt und Gerhard Sauter), das er 1995 mit dem ersten Theologischen Examen abschloss. Bereits von 1992 an absolvierte er ein weiteres Studium der Ägyptologie an der Universität Bonn, das er mit dem Magister Artium (Ägyptologie) beendete. Hieran schloss sich ein Promotionsstipendium in Bonn (im Graduiertenkolleg »Interkulturelle religiöse bzw. religionsgeschichtliche Studien«) an, auf das 1999 die Promotion zum Dr. theol. im Fach Evangelische Theologie (Altes Testament) folgte.
Bis zum Jahre 2002 war Schipper danach wissenschaftlicher Mitarbeiter im Sonderforschungsbereich (SFB) 534 »Judentum-Christentum. Konstituierung und Differenzierung in Antike und Gegenwart« an der Universität Bonn. Ebenso absolvierte er in dieser Zeit sein Vikariat und den Schuldienst (in Bonn-Bad Godesberg) und legte 2001 bei der evangelischen Kirche im Rheinland das zweite Theologische Examen ab.
Im Jahre 2002 wurde Schipper als einer der ersten Juniorprofessoren der Universität Bremen in die Hansestadt berufen. Er lehrte dort bis 2008 das Fach »Literaturen der Religionen, Bibelwissenschaft«. Während der Zeit in Bremen promovierte Schipper ein zweites Mal: 2004 wurde ihm der Titel Dr. phil. im Fach Ägyptologie am Fachbereich 'Kulturgeschichte und Kulturkunde' der Universität Hamburg verliehen. Zudem nahm Schipper im Sommersemester 2007 eine Vertretungsprofessur für Religionswissenschaft und Religionsgeschichte an der Universität Heidelberg wahr (Philosophische Fakultät, Lehrstuhl Prof. Dr. Gregor Ahn). Hiermit verknüpft war seine Mitarbeit im SFB 619 „Ritualdynamik“.
Nach erfolgreichem Tenure-Track-Verfahren wurde Schipper am 1. April 2008 zum Professor für Bibelwissenschaft und Religionsgeschichte an der Universität Bremen berufen. In seiner Zeit an der Universität Bremen wurde Schipper zweimal für den „Preis für hervorragende Lehre und ihre Innovation“ vorgeschlagen. Außerdem war er geschäftsführender Direktor des Instituts für Religionswissenschaft und Religionspädagogik.
Wenige Monate vor Antritt eines bereits länger geplanten Forschungsaufenthaltes als Gastwissenschaftler (Visiting Scholar) an der Harvard-Universität in den USA für den Zeitraum vom 1. April 2009 bis 31. März 2010 erhielt Schipper den Ruf auf eine Professur für Altes Testament am Institut für Evangelische Theologie der Universität Oldenburg. Noch während seiner Zeit in den USA erhielt Schipper einen Ruf an die Humboldt-Universität nach Berlin, was dazu führte, dass er an der Universität Oldenburg zwar ein Jahr lang angestellt, aber nie beruflich tätig war.
Seit dem 1. April 2010 lehrt Schipper das Fach „Altes Testament“ mit dem Schwerpunkt „Geschichte Israels in der altorientalischen Welt“ an der Theologischen Fakultät der Berliner Humboldt-Universität. Vom 1. August 2013 bis zum 31. Juli 2014 nahm Schipper eine Gastprofessur (Visiting Professor) an der Harvard-Universität wahr, wo er an der Divinity School und am Department of Near Eastern Literature and Civilizations (Faculty of Arts and Sciences) lehrte. Im Jahr 2017 erhielt er einen Ruf auf eine Professur für Altes Testament an die Ludwig-Maximilians-Universität München, entschied sich aber zum Verbleib in Berlin. In 2017 kehrte er als Gastwissenschaftler und 2022 als Gastprofessor an die Harvard-Universität zurück.
Bernd U. Schipper wurde im Jahr 2021 mit dem höchsten europäischen Forschungspreis, einem ERC Advanced Grant in Höhe von 2,5 Mio. EUR, ausgezeichnet. Das damit verbundene Forschungsprojekt befasst sich mit demotischen ägyptischen Papyri und der Entstehung der Hebräischen Bibel. Ebenfalls im Jahr 2021 wurde Schipper zum Ehrenmitglied der Britischen Society of Old Testament Studies ernannt. Seit 2022 ist er Präsident der „International Society for the Study of the Old Testament“.
Schipper gilt als internationaler Experte im Bereich der Geschichte Israels, der altorientalischen und antiken Religionsgeschichte sowie der Weisheitsliteratur des Alten Ägyptens und des antiken Israel. In diesen Bereichen ist Schipper auch als Buchautor tätig. Seine 2018 in der Reihe „Beck Wissen“ erschienene „Geschichte Israels in der Antike“ wurde in sechs Sprachen übersetzt (Englisch: 2019; Spanisch: 2020; Französisch, Koreanisch, Türkisch und Estnisch: 2023) und liegt mittlerweile in zweiter Auflage vor.
Bernd U. Schipper ist Mitherausgeber der Fachzeitschrift Welt des Orients und der Kommentarreihen „Biblischer Kommentar Altes Testament“ und „Hermeneia Commentary Series“. Im Jahr 2012 wurde er in der Evangelischen Kirche Berlin-Brandenburg-schlesische Oberlausitz zum Pfarrer im Ehrenamt ordiniert. Seit 1. November 2022 ist er Dekan der Theologischen Fakultät der Humboldt-Universität zu Berlin.

## Schriften
Monografien
- Israel und Ägypten in der Königszeit. Die kulturellen Kontakte von Salomo bis zum Fall Jerusalems (= Orbis biblicus et orientalis. Band 170). Universitätsverlag, Freiburg (Schweiz) / Vandenhoeck & Ruprecht, Göttingen 1999, ISBN 3-525-53728-X.
- Die Erzählung des Wenamun. Ein Literaturwerk im Spannungsfeld von Politik, Geschichte und Religion (= Orbis biblicus et orientalis. Band 209). Universitätsverlag, Freiburg (Schweiz)/Vandenhoeck & Ruprecht, Göttingen 2005, ISBN 3-525-53067-6.
- Hermeneutik der Tora. Studien zur Traditionsgeschichte von Prov 2 und zur Komposition von Prov 1–9 (BZAW 432). Berlin / Boston (MA) 2012, ISBN 978-3-1102-7948-1.
- Sprüche (Proverbia) 1–15 In: Biblischer Kommentar Altes Testament. Band 17/1. Göttingen 2018, ISBN 978-3-7887-3057-4.
- Geschichte Israels in der Antike. (= Beck Wissen. Band 2887), München 2018. Turkish, Korean, French, and Estnic translations in preparation, Spanish translation: Breve Historia del Antiguo Israel In: Biblioteca de Estudios Bíblicos. Band 164, Salamanca 2021, ISBN 978-3-406-72686-6.
- A Concise History of Ancient Israel. From the Beginnings through the Hellenistic Era. In: Critical Studies in Hebrew Bible. Band 11. Translated by Michael Lesley, University Park (PA) 2019, ISBN 978-1-57506-732-2.
- Proverbs 1–15 (Hermeneia). Translated by Stephen Germany, Minneapolis, Indiana 2019, ISBN 978-0-8006-6067-3.
- Hermeneutics of Torah. Proverbs 2, Deuteronomy, and the Composition of Proverbs 1–9.  In: Ancient Israel and its Literature. Band 43. SBL Press, Atlanta (GA) 2021, ISBN 978-1-6283-7411-7.

Herausgeberschaften
- mit Andreas Blasius: Apokalyptik und Ägypten. Eine kritische Analyse der relevanten Texte aus dem griechisch-römischen Ägypten (= Orientalia Lovaniensia analecta. Band 107). Peeters, Leuven 2002, ISBN 90-429-1113-1.
- mit Jürgen Brokoff: Apokalyptik in Antike und Aufklärung. Schöningh, Paderborn 2004, ISBN 3-506-72367-7.
- Ägyptologie als Wissenschaft. Adolf Erman (1854-1937) in seiner Zeit. De Gruyter, Berlin 2006, ISBN 978-3-11-018665-9.
- mit Sebastian Grätz: Alttestamentliche Wissenschaft in Selbstdarstellungen (= Uni-Taschenbücher [UTB]. Band 2920). Vandenhoeck & Ruprecht, Göttingen 2007, ISBN 978-3-8252-2920-7).
- mit Georg Plasger: Apokalyptik und kein Ende? (= Biblisch-theologische Schwerpunkte. Band 29). Vandenhoeck & Ruprecht, Göttingen 2007, ISBN 978-3-525-61594-2.
- mit Alexander K. Nagel und Ansgar Weymann: Apokalypse. Zur Soziologie und Geschichte religiöser Krisenrhetorik. Campus, Frankfurt am Main 2008, ISBN 978-3-593-38757-4.
- mit D.A. Teeter: Wisdom and Torah. The Reception of ‘Torah’ in the Wisdom Literature of the Second Temple Period (= Journal for the Study of Judaism. [JSJ] S 163), Leiden / Boston (MA) 2013, ISBN 978-90-04-25332-2.
- The Song of Songs and Ancient Egyptian Love Poetry. In: Die Welt des Orients. [WdO]. Band 46/1, Göttingen 2016, ISSN 0043-2547.
- mit J. Joosten: New Perspectives on the Joseph Story. In: Hebrew Bible and Ancient Israel. (HeBAI) Band 8/1, Tübingen 2019, ISSN 2192-2276.
- mit R.G. Kratz: Elephantine in Context. Studies on the History, Religion and Literature of the Judeans in Persian Period Egypt (= Forschungen zum Alten Testament. [FAT] Band 155), Mohr Siebeck, Tübingen 2022, ISBN 978-3-16-160996-1.
- mit T. Sandoval: Gerhard von Rad and the Study of Wisdom Literature (= Ancient Israel and its literature. [AIL] Band 46), SBL Press, Atlanta (GA) 2022, ISBN 978-1-62837-448-3.